# Visió industrial
La tecnologia de la visió industrial es basa en l'ús de càmeres especialitzades, sensors òptics i altres dispositius per capturar imatges o vídeo dels processos de producció. Aquests sistemes òptics recullen informació visual que és processada posteriorment mitjançant algoritmes de visió per ordinador. Aquests algoritmes analitzen les imatges i n'extreuen informació rellevant, com ara formes, colors, textures i dimensions. A més, la visió industrial pot combinar-se amb altres tecnologies com la robòtica, l'Internet de les Coses (IoT) i l'aprenentatge automàtic per obtenir dades més precises i prendre decisions en temps real.

## Usos
La visió industrial té una àmplia gamma d'usos en diverses àrees de la indústria. Algunes de les seves aplicacions més destacades són:

## Control de qualitat
El control de qualitat és un dels àmbits més importants on s'aplica la visió industrial. Mitjançant càmeres de visió i algoritmes d'anàlisi d'imatges, és possible detectar anomalies o defectes en els productes durant el procés de producció. Això permet prendre accions immediates per corregir els problemes i assegurar la conformitat amb els estàndards de qualitat establerts. El control de qualitat basat en la visió industrial pot detectar defectes com ara fractures, deformacions, desviacions de color o dimensions incorrectes.

## Guiat de robots
Un altre ús important de la visió industrial és el guiament de robots en tasques de manipulació i assemblatge. Mitjançant càmeres i sensors de visió, els robots poden identificar objectes, calcular la seva posició i prendre decisions en temps real. Això permet automatitzar processos que requereixen precisió i adaptabilitat, com ara l'agafament de peces, el muntatge de components o la classificació de productes. El guiament de robots mitjançant la visió industrial augmenta l'eficiència i la flexibilitat dels processos de producció.

## Optimització de processos
La visió industrial té un paper clau en l'optimització de processos industrials. Mitjançant l'anàlisi de les imatges capturades durant els processos de producció, és possible obtenir informació valuosa sobre l'eficiència i el rendiment de les màquines i els sistemes. Això permet identificar àrees de millora, eliminar ineficiències i optimitzar els processos per augmentar la productivitat i
reduir els costos de producció. La visió industrial pot ser utilitzada per supervisar i controlar paràmetres com ara la velocitat de línia, el flux de materials, el posicionament de components i altres variables crítiques per a la producció.

## Seguretat laboral
La visió industrial també té un paper rellevant en la seguretat laboral. Mitjançant la detecció d'activitats insegures, la monitorització de l'ús correcte d'equips de protecció personal i la identificació de situacions de risc, la visió industrial pot contribuir a la prevenció d'accidents laborals. Aquests sistemes poden alertar els treballadors i els supervisors sobre comportaments perillosos o condicions de treball no segures, permetent prendre mesures preventives immediates per evitar accidents i millorar la seguretat en el lloc de treball.